# Лунное общество
Лунное общество Бирмингема (англ. Lunar Society of Birmingham) — клуб и неофициальное учёное общество видных деятелей британского Просвещения, включавшее промышленников, натурфилософов и интеллигенцию, заседания которого проводились между 1765 и 1813 годах в Бирмингеме, Англия.
Сначала общество называлось Лунный круг (англ. Lunar Circle), «Луннoe общество» стало официальным названием с 1775 года. Название возникло потому, что общество собиралось во время полнолуния, так как, в отсутствие уличного освещения, дополнительный свет делал возвращение домой после ужина проще и безопасней. Члены общества в шутку называли себя «lunarticks», что являлось аллюзией на lunatics (сумасшедшие). Места встречи общества включали дома Мэттью Болтона , Эразма Дарвина в Личфилде, Сохо Хаус и Грейт Бар Холл.
Среди членов общества были: изобретатель паровой машины Джеймс Уатт, промышленник и партнёр Уатта Мэттью Болтон, фарфорозаводчик Джозайя Веджвуд, выдающийся химик Джозеф Пристли и другие известные учёные и предприниматели.

## История
За период около пятидесяти лет Лунное общество прошло через несколько стадий развития, оставаясь неформальным объединением. Правила, протоколы заседаний, публикации и списки членов общества не сохранились, и доказательства происходившего в обществе обнаружены только в переписке и дневниках людей, принимавших участие в обществе. Поэтому историки не пришли к единому мению относительно того, что является свидетельством членства в Лунном обществе, кто входит в список его членов и даже того, существовало ли общество. Например, Джозайя Уэджвуд некоторыми комментаторами включается в число пяти «основных членов» общества, в то время как другие считают, что он вообще «не может считаться настоящим членом».
Даты основания общества варьируются от «до 1760» до 1775. Некоторые историки считают, что Лунное общество прекратило существование в 1791; другие, что оно действовало до 1813.
Несмотря на отсутствие определённости, считается доказанным, что четырнадцать человек принимали участие в заседаниях общества в течение долгого времени и во время периодов активной работы сообщества: Мэттью Болтон, Эразм Дарвин, Томас Дэй, Ричард Эджуорт, Сэмюэл Джон Гальтон, Джеймс Кейр, Джозеф Пристли, Уиллиам Смол, Джонатан Стоукс, Джеймс Уатт, Джозайя Уэджвуд, Джон Уайтхёрст и Уильям Уайтерлинг.
К более широкой группе относятся Ричард Кирван, Джон Смитон, Генри Мойз, Джон Мичелл, Петрус Кампер, Р. Э. Распе, Джон Баскервиль, Томас Бедоуз, Джон Вайет, Уильям Томсон, Цирил Джексон Бедоуз, Жан Андре Делюк, Джон Уилкинсон, Роберт Бэйг, Джеймс Бриндли, Ральф Гриффитс, Джон Робак, Томас Персивал, Джозеф Блэк, Джеймс Хаттон, Бенджамин Франклин, Джозеф Банкс, Уильям Гершель, Даниэль Соландер, Джордж Фордайс, Сэмьюэл Парр, Луи Джозеф Д'Алберт Д'Аилли, Бартоломью де Сан-Фон, Йохан Готлинг.
Из-за отсутствия четко определенного членства в обществе некоторые историки критиковали «легенду Лунного общества», что привело к «смешиванию его и его действий с общим ростом интеллектуальной и экономической активности в провинциальной Британии восемнадцатого века». Другие специалисты считали это одной из сильных сторон общества: в докладе, почитанном в Музее Науки в Лондоне автор утверждал, что «(Лунное общество)…было наиболее значительным из всех провинциальных философских обществ, вероятно, потому что оно не было только провинциальным. Весь мир приезжал в Сохо (Хаус), чтобы встретиться с Болтоном, Уоттом или Смолом, которые были знакомы с самыми известными учёными Европы и Америки. Oткрытость общества означала, что любой мог быть приглашен на заседание».